# 佐々木孝弘 (政治家)
佐々木 孝弘（ささき たかひろ、1962年2月20日 - ）は、日本の政治家。岩手県八幡平市長（1期）。

## 来歴
岩手県岩手郡西根町(現・八幡平市)大更出身。1980年岩手県立盛岡商業高等学校を卒業。卒業後は地元の農協や岩手県盛岡土木事務所勤務を経て、1983年に西根町役場に入る。2005年に西根町は合併により八幡平市となり、八幡平市役所勤務となる。2016年同市市民課長、2019年企画財政課長となり、2020年八幡平市役所を退職し、副市長に就任する。2021年初代市長田村正彦が勇退、9月に行われた市長選挙に立候補し、元市議ら2人を破って当選した。